# Лю Сінь
Лю Сінь (劉歆, 50 до н. е. — 23) — китайський канонознавець, бібліограф, астроном і математик часів династії Хань.

## Життєпис
Народився у 50 році до н. е. у родині відомого вченого Лю Сяна. Отримав гарну освіту. За наказом імператора Чен-ді допомагав батькові в упорядкуванні імператорської бібліотеки. Після смерті батька у 8 році до н. е. успадкувавши його чин чжунлей сяовей («воєвода центральної оборони»). Підтримував проекти Ван Мана і коли той був на посаді головного міністра (дасима) за імператора Пін-ді (1—5 роки), і коли захопив трон (9-23 роки). У 1-5 н. е. за наказом Ван Мана Лю Син розробив еталон мір. Від Ван Мана Лю Син отримав титул гоши («наставник володаря») та звання боши («широкоерудована особа»). У 4 році н. е. Лю Син організував перший у Китаї науковий конгрес, на якому були присутні близько 1000 вчених. У 23 році він брав участь у змові проти Ван Мана (оскільки останній наказав стратити трьох синів Лю Сіня), після розкриття якої наклав на себе руки.

## Наукова діяльність

### Історія
Лю Синь завершив розпочатий його батьком бібліографічну працю «Ци люе» («Сім склепінь»), яка пізніше був узята Бань Гу за основу при складанні «І вень чжи» («Трактату про мистецтво і тексти»). Лю Синь розділив стародавні філософські школи на 10 основних груп. Він також написав «Сань-тун Чи пу» ("Реєстр «Календаря трьох циклів тун»).

### Математика
Розроблений Лю Сінєм еталон мір люй (цзялянху), який являв собою три бронзові циліндричні посудини, з'єднані одна з одною. Центральна і найбільша посудина мала верхній відсік з висотою стінки (глибиною) в 1 чі і нижній відсік, що тягнеться нижче дна, з висотою стінки в 1 цунь, тобто в 10 разів меншою. Аналогічним чином була влаштована права, сама маленька посудина із співвідношенням нижньої стінки до верхньої 1/2. Ліва посудина не мала підрозділів і за обсягом була в 10 разів меншою нижнього відсіку центральної посудини і в 10 разів більше верхнього відсіку лівої посудини. Таким чином еталон містив 5 мір ємності, що знаходяться у співвідношеннях: 1 ху (19,81 л) = 10 доу = 100 шен = 1000 ге = 2000 юе. Міри ху, шен і ге були звернені вгору, що символізувало їх зв'язок з Небом (тянь), а міри доу і юе — униз, що символізувало їх зв'язок із Землею.
На центральній посудині було зроблено напис: «Узаконена зразкова міра ху — це квадрат у 1 чі, описаний навколо нього коло з зазором збоку 9 лі 5 хао і площею 162 цуня, глибина 1 чі, обсяг 1620 квадратних цуня, ємність 10 доу». Внутрішній діаметр посудин дорівнює сумі діагоналі квадрата зі стороною в 1 чі і подвоєного зазору (2×0,0095 чі). Знаючи діаметр кола і його площу, можна підрахувати значення числа «пі» (за формулою «пі» = 4S/D2). Однак невідомо, яким способом Лю Синь розраховував величину діагоналі квадрата. Не виключено, що Лю Сінь брав як «пі» якийсь недесятковий дріб, що має проміжне значення.

### Астрономія
Лю Сінь створив календар Саньтун («Три циклу тун», 1-5 н. е.), модифікувавши календар Тайчу, з якого була узята довжина року у 365 385/1539 днів (≈ 365,25016) і значення синодичного місяця — 29 43/81 днів (≈ 29,53086). Як і в Тайчу, враховувалося, що для однієї і тієї ж точки спостереження затемнення Сонця повинні повторюватися через 135 синодичних місяця, що становить шованчжихуй («цикл збігу фаз»). Це число було вибране як кратне синодичну місяцю і нодіческого року.
У календарі Лю Синя враховувався цикл юань (4617 років), що дорівнює трьом циклам тун (1539 років = 19035 місяців = 562120 днів), тому його і було так названо. Після закінчення циклу юань збігаються молодик, зимове сонцестояння і початок шестидесятидення. Цикл тун, що являє собою найменший відрізок часу, що містить ціле число днів, місяців і років, виходив як похідне 19-річного циклу чжан на сакральне і нумерологічне число 81, яке є знаменником дробу, що входить у величину синодичного місяця. У цикл юань входять 9 циклів хуйюе, які містять по 6345 місяців, відповідних 513 рокам, 47 циклам шованчжихуй і 27 19-річним циклам. Враховувалися також цикл «повного параду п'яти планет» (у син хуй чжун) в 138240 років і в 19 разів більший — «великий рік» (тай суй), що складається з 2626560 років, або 5120 циклів хуйюе.
Максимальний періодом астрономічних погоджень в календарі Саньтун вважалася «верховна ера Великого межі» (Тай цзи шан юань) — 23639040 років. Протягом цього періоду. рівного 5120 циклам юань, повинен був відбутися 171 «великий парад» 5 відомих у стародавній час планет.
Також Лю Сінь створив каталог з 1080 зірок, де він використовував шкалу з 6 величин.

### Канонознавство
В першу чергу предметом діяльності Лю Сіня стали конфуціанські канони «Чжоу лі» («Чжоуські зміни»), «Гу-лян чжуань» («Перекази Гу-ляна») і «Цзо чжуань» («Переказ Цзо»). Він скоригував саме назву останнього пам'ятника, надавши йому сучасну форму. Перейменування в «Чунь цю Цзо-ши чжуань» («Переказ пана Цзо про літопис „Весни і осені“») означало розгляд цього тексту як комментаря до канонізованого літопису «Чунь цю». Після такого переосмислення, що дозволяв за допомогою «перекази» (чжуань) тлумачити канон (цзин), Лю Сінь у 7—6 роках до н. е. став домагатися приєднання «Цзо чжуань» до офіційно вивчаємих конфуціанських канонів. Цей набір книг він запропонував формувати на основі текстів, написаних «давніми знаками» (гу вень), що застосовувалися до реформи писемності Цинь Шихуана-ді у 213 році до н. е., і оголосив, що сам знайшов такі списки «Цзо чжуань», «Чжоу лі», «Ши цзин» і «Шу цзин». В результаті цієї діяльності Лю Сінь став засновником школи гувеньцзін-сюе («вчення про канони у стародавніх знаках»), яке у канонознавстві до початку ХХ ст. боролася зі школою цзіньвеньцзін-сюе («вчення про канони у сучасних знаках»).

## Пам'ять
На честь Лю Сіня було названий кратер на Марсі.